# Металург-2 (муніципальний футбольний клуб)
«Металург-2» — український футбольний клуб, фарм-клуб МФК «Металург» (Запоріжжя). В сезонах 2022/23 і 2023/24 виступав у Другій лізі чемпіонату України.

## Історія
Молодіжну команду клубу було створено у 2018 році, незабаром, після дебюту основної команди «Металурга» у професійних змаганнях. У сезоні 2018/19 колектив був заявлений для участі у юнацькому чемпіонаті України, де під керівництвом тренера Івана Богатиря команда стала 11-ою. Наступного року клуб очолив В'ячеслав Тропін, а новий сезон (недограний через пандемію COVID-19) молодь «Металурга» закінчила на 7-му місці у турнірній таблиці.
У 2020 році команда під назвою «Металург-2» вперше взяла участь у аматорських чемпіонаті та кубку України.
У 2022 році клуб був включений до складу учасників другої ліги чемпіонату України. Дебютну гру на професійному рівні резервісти «Металурга» провели 4 вересня 2022 року, на домашньому стадіоні зігравши внічию з київським «Рубіконом» з рахунком 2:2. Перший гол команди у професійних турнірах забив Микита Лапко.